# Jacques Prost
Jacques Prost (* 1946 in Bourg-en-Bresse) ist ein französischer Biophysiker und  Festkörperphysiker (weiche Materie).

## Leben und Wirken
Prost studierte ab 1965 an der École normale supérieure de Saint-Cloud. 1969 erhielt er die Agrégation in Physik und 1973 wurde er promoviert. 1973 bis 1975 war er als Post-Doktorand an der Harvard University.  Er gründete eine Gruppe für Flüssigkristallforschung in Bordeaux (1969 bis 1987, Forschung für das CNRS) und eine  für theoretische physikalische Chemie an der École supérieure de physique et de chimie industrielles de la ville de Paris (ESPCI) unter Pierre-Gilles de Gennes, die er 1987 bis 1995 leitete. Dort befasste er sich mit Flüssigkristallen und weicher Materie. 1990 bis 1999 war er wissenschaftlicher Berater von Elf Aquitaine. 1996 gründete er eine Gruppe für physikalische Chemie am Institut Curie in Paris, mit der er biologische Fragen wie molekulare Motoren, Zellbewegung und Gewebedynamik, biologische Membrane, Mechanismen von Hörzellen und Adhäsion von Proteinen untersuchte. Er führte das Konzept aktiver Gele und von homöostatischem Druck in Geweben ein. Unter anderem untersuchte er den Einfluss mechanischer Spannung auf Tumoren und wies Wachstumsunterdrückung nach (verbunden mit der Wirkung des Inhibitors p27). 2003 wurde er Generaldirektor der ESPCI als Nachfolger von de Gennes. 2009 wurde er Mitglied des französischen Comité de l’Energie Atomique. Er ist emeritiert.

## Auszeichnungen
1995 erhielt er den Prix Jean Ricard. 2007 wurde er Mitglied der Académie des sciences. 2007 erhielt er den Cino del Duca Grand Prix und 2016 den Sackler-Preis in Biophysik. 2018 bekam er den Physik-Preis Dresden. Für 2024 wurde Prost der Lars-Onsager-Preis zugesprochen.

## Schriften (Auswahl)
- mit P. de Gennes:  The physics of liquid crystals, Clarendon Press, Oxford 1993
- mit J. Rosselet, L. Salome, A. Ajdari: Directional motion of Brownian particles induced by a periodic asymmetric potential, Nature, Band 370, 1994, S. 446
- mit J. F. Chauwin, L. Peliti, A. Ajdari: Asymmetric pumping of particles, Physical Review Letters, Band 72, 1994, S. 2652
- mit Frank Jülicher: Cooperative molecular motors, Phys. Rev. Lett., Band 75, 1995, S. 2618
- mit F. Jülicher, A. Ajdari: Modeling molecular motors, Review of Modern Physics, Band 69, 1997, S. 1269
- mit S. Camalet, T. Duke, F. Jülicher: Auditory sensitivity provided by self-tuned critical oscillations of hair cells, Proc. Nat. Acad. USA, Band 97, 2000, S. 3183–3188
- mit K. Kruse, J. F. Joanny, F. Jülicher, K. Sekimoto: Asters, vortices, and rotating spirals in active gels of polar filaments, Phys. Rev. Letters, Band 92, 2004, S. 078101
- mit K. Kruse, J. F. Joanny, F. Jülicher, K. Sekimoto: Generic theory of active polar gels: a paradigm for cytoskeletal dynamics, European Physical Journal E, Band 16, 2005, S. 5–16
- mit A. Roux u. a.: Role of curvature and phase transition in lipid sorting and fission of membrane tubules, The EMBO Journal, Band 24, 2005, S. 1537–1545
- mit M. C. Marchetti, J. F. Joanny u. a.: Hydrodynamics of soft active matter, Reviews of modern Physics, Band 85, 2013, S. 1143